# Musée d'Art et d'Histoire de l'hôpital Sainte-Anne
Le musée d’Art et d’Histoire de l’hôpital Sainte-Anne (MAHHSA) est situé dans l’enceinte de l'hôpital Sainte-Anne, aujourd’hui Groupe hospitalier universitaire (GHU), dans le 14e arrondissement de Paris.
Dirigé par Anne-Marie Dubois, qui en est la Responsable Scientifique, le musée organise chaque année des expositions temporaires, conçues autour de thèmes. L’intégralité de sa collection est consultable sur la plateforme Navigart.
La collection du musée répond aux missions de celui-ci, à savoir traiter des liens entre l’art et la psychiatrie.
Le musée souhaite présenter les œuvres de patient-artistes, pour leur qualité esthétique et les replacer dans un contexte artistique général, avec la volonté de déstigmatiser le regard porté sur les œuvres produites dans un contexte hospitalier.
Il a obtenu l'appellation « Musée de France » en 2016. Il est géré par une association reconnue d’intérêt général, le Centre d’Étude de l’Expression, créée en 1973, qui dispense également des formations en art-thérapie et possède un important centre de documentation.

## Les origines de la collection

### Deux expositions majeures

#### L'exposition d'œuvres de malades mentaux de 1946[1]
Cette exposition est organisée à l'hôpital Sainte-Anne par le Dr René Bessière, alors médecin-chef et l'artiste Léon Schwarz-Abrys, sous le patronage de M. Benjamin Graulle, directeur de l'hôpital.
Cette manifestation permet d'ouvrir l'hôpital au public, après la Seconde Guerre mondiale. Cent soixante-dix-huit œuvres sont exposées, dont quatorze sont mises en vente.
La manifestation fut un grand succès auprès du public et le retentissement médiatique fut important. De nombreux articles de l'époque évoquent la surprise des journalistes face à la qualité plastique des productions et des ressemblances avec la création contemporaine.

#### L'exposition Internationale d'art psychopathologique de 1950[2],[3]
Cette deuxième exposition est organisée par plusieurs médecins de l’hôpital : les Dr Robert Volmat, Dr Gaston Ferdière, Dr Henri Ey et le Pr Jean Delay. Elle rassemble 2000 œuvres, réalisées par 350 patients du monde entier.
Le but était double selon Robert Volmat :
« Il s'agissait de rassembler des œuvres significatives d'intérêt scientifique, intéressant les techniciens, et de donner une occasion à un public plus étendu de percevoir la valeur esthétique et par suite humaine de l'expression chez les aliénés. [...] Cette initiative paraissait de nature à faciliter la compréhension des problèmes psychiatriques et à aider les efforts en vue d'une meilleure assistance aux malades mentaux ».
Vingt-neuf psychiatres, de seize nationalités différentes, envoyèrent des œuvres que leurs patients avaient réalisées spontanément dans leurs services. Les œuvres pouvaient être des manifestations artistiques spontanées des patients, ou pour un petit nombre d’entre elles, le résultat des premiers ateliers d'art-thérapie, comme les œuvres de l'hôpital de Juqueri au Brésil.
À cette époque, les psychiatres qui s'intéressent aux travaux artistiques des patients cherchent des signes de leurs troubles dans leurs œuvres. À contrario, Robert Volmat remarque que « l'ensemble de cette collection ne donne pas une impression pathologique ; ces peintures sont extraverties pour la plupart et d'aspect banal ».
L'exposition fut également présentée à la chapelle de la Sorbonne.
Une grande partie des œuvres exposées fut ensuite laissée en don à l’hôpital Sainte-Anne.
En 1956, Robert Volmat publie L'Art psychopathologique, où il commente les œuvres de l'exposition de 1950 et les premières expériences d’atelier thérapeutiques venues d’outre Atlantique.

#### Les premiers ateliers d'art-thérapie à Sainte-Anne[5]
Particulièrement intéressés par les liens entre « art et psychiatrie », Jean Delay et Robert Volmat créent en 1954 un département d'art psychopathologique au sein de la clinique des Maladies mentales et de l'Encéphale (service hospitalo-universitaire de l’hôpital). C'est dans ce contexte qu'un atelier dit de « thérapeutique collective par l'art » destiné aux patients voit le jour. Il s'inspire des théories et des protocoles mis en place par Arno Stern pour la peinture des enfants. Tous les participants sont invités à accrocher eux-mêmes une feuille format raisin au mur, et à dessiner ou peindre debout. Pour ce faire, une « table-palette » au centre de la salle réunit dix-huit godets de gouaches et de gros pinceaux. Les participants peignent sans thématique imposée, dans des séances qui durent entre 60 et 90 minutes.
Les travaux sont ensuite présentés au psychiatre référent. Dans les années 1950, les médecins tentaient de définir des caractéristiques plastiques propres à certaines pathologies, en s’appuyant sur l’idée que ce qui est représenté par l’auteur est le reflet de son fonctionnement psychique.
Aujourd'hui, les ateliers d'art-thérapie ont évolué, l'aspect interprétatif a disparu, car c’est l’engagement dans un processus créatif qui est privilégié.

## Les deux fonds distincts du musée

### la collection d'étude
La production au sein des ateliers d'art collectif entre 1954 et 1995 a permis de rassembler 72000 productions, désormais regroupées et répertoriées sous le nom de « Collection d'étude » ou collection scientifique. Ce fonds est réservé aux chercheurs et non exposé.

### La collection muséale
Les œuvres rassemblées par certains psychiatres de Sainte-Anne et d’ailleurs, ainsi que les œuvres issues de l'exposition de 1950 constituent la majorité de la collection muséale. Elle compte environ 1800 œuvres. Certaines furent créées par des artistes identifiés par Jean Dubuffet comme appartenant à ce qu’il a défini comme étant de l'art brut, Aloïse Corbaz, Guillaume Pujolle, Albino Braz ou encore Gaston Duf. D'autres furent créées par des artistes connus pour appartenir à des courants artistiques du XXe siècle, tel le surréalisme. D’autres enfin, furent le fruit de créateurs anonymes mais néanmoins inscrits dans l’art de leur époque. Cette collection s'enrichit régulièrement. Le musée vient par exemple de porter à son inventaire le Plancher de Jeannot une œuvre sur bois gravée. Les expositions temporaires proposées par le MAHHSA et les publications qui leur sont attachées, sont pensées à partir de la collection muséale.
Les œuvres de la collection muséale sont régulièrement prêtées à d’autres musées en France et à l’étranger, pour des expositions.

## Le centre de documentation
Le centre de documentation du musée, situé à l'Institut Paris Brune, a été constitué à partir de 1967. Il est accessible sur rendez-vous et ses ressources sont consultables sur le site internet du musée.
Il conserve plus de 2000 références de livres, 3500 brochures, des travaux universitaires dont 550 mémoires essentiellement issus de la formation d'art-thérapie proposée par le Centre d’Étude de l'Expression et 70 thèses de médecine. Le lieu conserve également une collection de périodiques de médecine, de psychologie, d'art-thérapie et de philosophie.
Environ 70 000 diapositives et 400 cassettes audio et vidéo, ainsi qu'un fonds photographique de photos de l’exposition de 1950 composent le pôle d'archives audiovisuelles.
Les archives papier incluent des documents sur les expositions de 1946 et de 1950, ainsi que des documents autour des expérimentations de la psilocybine dans les années 1960.
Ces derniers fonds ne sont pas encore inventoriés et sont donc non consultables.

## Liste d'expositions
- Ecrire l’image. 11/01/2024 - 28/04/2024, Paris
- Vivre en peinture. Corinne Deville, 1930 - 2021. 17/09/2022 - 29/01/2023, Paris
- Maisons. 19/11/2021 - 17/04/2022, Paris
- Unica Zürn. 31/01/2020 - 26/07/2020, Paris
- Rien à voir. Quand la création échappe au symptôme. 13/09/2019 - 21/12/2019, Paris
- De l’art des fous à l’art psychopathologique. La Collection Sainte-Anne autour de 1960. 10/01/2019 - 28/04/2019, Paris
- De l’art des fous à l’art psychopathologique. La Collection Sainte-Anne : 1950, et après ? 14/09/2018 - 22/12/2018, Paris
- Elle était une fois. Acte II: la Collection Sainte-Anne, autour de 1950. 30/11/2017 - 28/02/2018, Paris
- Elle était une fois. Acte I: la Collection Sainte-Anne, les origines. 15/09/2017 - 26/11/2017, Paris
- Brut et Joli. œuvres de la collection Sainte-Anne accompagnées d’oeuvres d’Annettes Messager, Gérard Gasiorowski et Martial Raysse. 17/09/2016 - 18/12/2016, Paris
- Les unes et les Autres. 14/04/2016 - 10/07/2016, Paris
- Psilocybine. 19/09/2015 - 19/11/2015, Paris
- L’art pour l’art, la Collection Sainte-Anne. 29/05/2015 - 28/07/2015, Paris
- Les bêtes. 20/09/2014 - 30/11/2014, Paris
- Du visible à l’invisible. 14/09/2013 - 27/11/2013, Paris
- Émancipations. 15/09/2012 - 27/11/2012, Paris
- Jean-Christophe Philippi. A la rencontre de la Collection Sainte-Anne. 13/04/2012 - 17/06/2012, Paris
- Qui est aveugle ? 17/09/2011 - 20/11/2011, Paris
- Une histoire de plus. Invention de l’image de l’homme au travers de la Collection Sainte-Anne entre 1900 et 2010. 18/09/2010 - 21/11/2010, Paris
- Le comble du vide. 19/09/2009 - 15/11/2009, Paris
- Histoire d’une collection. 30/01/2009 - 15/03/2009, Paris
- La couleur des mots 2. 20/09/2008 - 26/10/2008, Paris
- La couleur des mots. L’écriture dans la peinture, 15/09/2007 - 10/04/2008, Paris
- Éloge de la répétition. 16/09/2006 - 15/10/2006, Paris
- L’Architecture dans la peinture. 17/09/2005 - 30/06/2007, Paris, Tusson
- Rouge. 16/08/2004 - 01/11/2015, Paris, Cognac, Reims
- André le Hien. Vent d’Est… 20/09/2003, Paris, Genève
- Portraits. 22/09/2002 - 21/11/2004, Paris, Kerava
- Les œuvres d’une vie. Maurice Blin, dessins, peintures, écrits.15/09/2001 - 30/09/2001, Paris
- De Sainte-Anne et d’Ailleurs. 28/06/2000 - 11/07/2000, Paris
- From India. 18/09/1999 - 01/10/1999, Paris
- Hommage à Robert Volmat. 19/09/1998 - 27/09/1998, Paris
- Des hommes comme vous. 19/09/1997 - 20/12/1998, Paris, Beyrouth, Dakar, Abidjan, Tel Aviv